# 勝訴的新宿舞孃
《勝訴的新宿舞孃》（勝訴ストリップ，Shouso Strip／Winning Strip）是日本音樂家椎名林檎的第二張專輯，由東芝EMI／Virgin Music於2000年3月31日發行。而此張專輯一般人會簡稱叫做「勝訴」、「新宿舞孃」或是取兩者英文字的開頭S.S。在跨業合作部分，歌曲‘本能’更成為日本NTV節目‘FUN FUN'S RECOMMEND #07’中的主題曲。初回生產限定盤為「特殊封面仕樣」。
在專輯銷售成績方面，本張專輯在日本Oricon銷售榜上最高位居單週第1名，名列2000年年度銷售榜第3位。在銷售認證上，專輯《勝訴的新宿舞孃》銷售突破200萬張，在2000年4月通過日本唱片協會認定為雙百萬唱片。這張專輯也是椎名林檎到目前為止最熱賣的專輯。

## 專輯概要
《勝訴的新宿舞孃》收錄了先前發行的單曲《本能》、《石膏》和《罪與罰》中的A面歌曲，而B面歌曲則沒有被收錄至本張專輯中。但椎名林檎表示：「專輯收錄的歌曲早在《無限償還》發行之時就已經創作出來了。然而去年夏天才開始從創作好的歌曲開始錄製，讓她覺得一點新鮮感也沒有，還一度想要放棄，一直到了新曲子慢慢出現之後才漸入佳境。」日後，唱片公司將本張專輯收錄至2008年11月25日發行的套裝專輯《MoRA》中，藉以慶祝椎名林檎出道十週年。
在這張專輯中椎名林檎掌握著自主權，因此錄起音來讓她十分放心，合作的樂手也會盡可能地去完成椎名林檎想要傳達的意象，讓歌曲更能貼近椎名林檎的想法。或許跟首張專輯《無限償還》相比，此張專輯曲風較為統一，但卻無法一首一首各自聆聽。對此椎名林檎表示那是因為《無限償還》算是單曲的集大成，而此張專輯則是強調統一和連貫性，因此比較適合從頭開始聽到尾，所以喜歡聽《本能》的歌迷一定也會喜歡這張專輯。而專輯的風格主要是在音樂上採用不加修飾的吉他噪音（像是罪與罰、自我等），再加上突出的電子節拍（像是石膏等）和管絃樂，所形成的林檎式搖滾風格，讓人認為跟第一張比較起來這才是椎名林檎真正的搖滾本色。
當時椎名林檎在接受日本《Switch》雜誌專訪時，提到「再出三張作品就結束個人形式的演唱生涯」的話，震撼日本樂壇，但事後證明她是要以樂團東京事變來與大家見面。比較有趣的是2000年椎名林檎在接受日本《Rockin' on Japan》雜誌專訪時，提到當年出道時曾誇下的豪語：「打倒小室家族！」因為在推出《勝訴的新宿舞孃》時，她對日本音樂界風格重複的風氣非常不滿，在當時為了賭一口氣，專輯到壓片前的製作過程，全部都自己來。現在回憶起來她羞澀的說：「那時在接受採訪時，還叫那些不長進的製作人去吃大便，如今想起來真是害羞。」
在專輯發售時程上，本張專輯於2000年3月31日於日本發行，台灣則等到04月7日才發行台壓版及進口版專輯。而在專輯銷售成績方面，專輯在發行當週以90.4萬張的銷售量在日本Oricon銷售榜上位居第1名，至此佔據排行榜第1位長達三週。總計在Oriocn銷售榜上榜30週，累積銷售達233.2萬張，名列2000年年度銷售榜第3位。同時，專輯銷售突破200萬張，在2000年4月通過日本唱片協會認定為雙百萬唱片。這張專輯也是椎名林檎到目前為止最熱賣的專輯。

### 對稱美學
這張專輯則首次展現出椎名林檎對稱的特色，她自己表示：「淺井幫我彈吉他的那個時，就決定將『罪與罰』放在專輯正中間、整張專輯將有13首曲子。而至於曲目順序的排列，如果沒有『自我』的話，『禁慾』也會消失。就是有這種多餘的拘泥，甚至有些歌曲因而變得很可憐。」另外，椎名林檎也表示總收錄時間是『五十五分五十五秒』，是在開始錄音前就已經決定好了，椎名林檎還表示這樣就比首張專輯（41分1秒）還要長了。此外，椎名林檎還闡述龜田誠治起初參與錄音時，還以為她在開玩笑，不過她仍堅持下去，甚至為了維持『五十五分五十五秒』，不惜將最後一首歌『依存症』的結尾切掉，造成有些不自然。但為了維持一方的秩序，不惜破壞另一方的秩序，這就是椎名林檎有趣的地方。而在日後的作品（包括東京事變時期），都會出現對稱之美。
歌曲名稱以第七首歌曲「罪與罰」為中心，依字數、平假名、片假名對稱，時間則是剛剛好的「五十五分五十五秒」。
| 01. | 13. |
| 02. | 12. |
| 03. | 11. |
| 04. | 10. |
| 05. | 09. |
| 06. | 08. |
| 07. |     |
|     |     |

### 獲獎紀錄
The SPACE SHOWER MUSIC VIDEO AWARDS
- （1999）－BEST FEMALE VIDEO－《本能》
- （2000）－BEST FEMALE VIDEO－《罪與罰》

日本金唱片大獎
- （2001）－ROCK ALBUM OF THE YEAR

日本唱片大獎
- （2001）－BEST ALBUM

### 跨業合作
- 「本能」

（日本電視台）音樂節目‘Fun (Fun's Recommend #007)’的主題曲

### 先行發售單曲
- 本能（1999年10月27日，單曲）
(日本) Oricon單曲週銷售排行榜：#2[15]
(日本) Oricon單曲1999年銷售排行榜：#40[16]
(日本) Oricon單曲2000年銷售排行榜：#49[5]
(日本) RIAJ(單曲銷售)：雙白金唱片[17]
(日本) RIAJ(數位下載)：金唱片[18]
- 石膏（2000年1月26日，單曲）
(日本) Oricon單曲週銷售排行榜：#3[19]
(日本) Oricon單曲2000年銷售排行榜：#27[5]
(日本) RIAJ(單曲銷售)：雙白金唱片[20]
(日本) RIAJ(數位下載)：金唱片[21]
- 罪與罰（2000年1月26日，單曲）
(日本) Oricon單曲週銷售排行榜：#4[22]
(日本) Oricon單曲2000年銷售排行榜：#38[16]
(日本) RIAJ(單曲銷售)：白金唱片[23]

## 曲目
| 曲序     | 曲目       | 时长  |
| -------- | ---------- | ----- |
| 1.       | 虛言症     | 5:26  |
| 2.       | 浴室       | 4:15  |
| 3.       | 辯解德布希 | 3:16  |
| 4.       | 石膏       | 5:38  |
| 5.       | 暗夜中的雨 | 5:03  |
| 6.       | 自我       | 3:05  |
| 7.       | 罪與罰     | 5:32  |
| 8.       | 禁慾       | 1:46  |
| 9.       | 哮月喪家犬 | 4:14  |
| 10.      | 小魚       | 3:43  |
| 11.      | 公共的病床 | 3:16  |
| 12.      | 本能       | 4:14  |
| 13.      | 依存症     | 6:23  |
| 总时长： | 总时长：   | 55:55 |

### 曲目介紹
1. 虛言症（日語：虚言症）
椎名林檎表示這是首美麗的歌曲，為高中時代的創作，且在現今所有創作的歌曲中，它僅次於歌曲「藍天」為創作時間第二早的作品[24]。高中時代創作時，將這首歌叫做「大丈夫」，但現在卻改叫做「虛言症」，對此椎名林檎表示：「如果過去是謊言的事情，在很久以後那還是真實的事嗎[24]？」另外，在創作時，椎名林檎在報紙上看到女子臥軌慘死的新聞，讓椎名林檎抱有想要為她唱首歌的決心，並在歌詞內寫下「我現在甚至能為你歌唱」，其中的「為你」就是指那位女生[24]。
2. 浴室
椎名林檎表示這首歌曲是想要表達人們想要超越生死的慾望，這個價值觀剛好與1987年讓-菲利普·圖森監督指導的同名電影一樣[24]。或許大家會感覺椎名林檎是跑去租影片回來所寫下的曲子，但事實上在那時候這部電影根本還沒上映。而歌詞「馬上盡情享用啊」，男生聽到了可能會認為「聊天也很好喔」，但實際上就是很單純的「快來吃吧」的意思[24]。日後，這首歌曲被改編收錄至單曲《蘋果之歌》及專輯《平成風俗》中。
3. 辯解德布希（日語：弁解ドビュッシー）
歌曲的由來是椎名林檎在還沒有出道前，曾經說過她還蠻喜歡克勞德·德布西這位作曲家的，然而周遭朋友的反應卻是：「為什麼喜歡他？」然後椎名林檎就必須要辯解為什麼喜歡他[24]。這樣的感覺就像是我們要一直辯解情人間嚴厲和愛戀的差別一樣辛苦[24]。
4. 石膏
椎名林檎的第五張單曲，與《罪與罰》同時間發售。歌曲是椎名林檎17歲時的創作，主要是想要傳達自己心聲給正在交往中男友[25]。在音樂錄影帶中，椎名林檎身穿紫藕色低胸洋裝彈奏吉他，曾經造成一股旋風，但實際上那件衣服是椎名林檎在澀谷109百貨購買的[26]。另外，歌曲在結尾的部分並不是採用單曲「漸淡」的收尾方式，而是越來越大聲，當結束時完美的銜接下一首歌曲「暗夜中的雨」[注 1][24]。椎名林檎更進一步表示這樣做將為整張專輯帶來第一個高潮[24]，而在椎名林檎往後的專輯中也會看到有些歌曲會有這樣的特色。
5. 暗夜中的雨（日語：闇に降る雨）
椎名林檎表示這首歌曲集合了她所有喜歡演歌的曲目，甚至在完成錄音時，椎名林檎還認為這根本就是森昌子的歌曲[24]。而《無限償還》裡也有很多這種類型的曲目，因此如果《無限償還》沒有熱銷的話，或許這首歌就不會被收錄在這張專輯裡了[24]。而演歌的概念也在音樂錄影帶中大量被運用。
6. 自我　
這首歌曲最早出現於椎名林檎首次全國巡演演唱會《先攻高潮》中，因此歌迷早就把歌詞放在網路上，連漢字都沒有出錯，讓椎名林檎深感佩服[24]。歌曲內容起自於跟唱片公司的爭執，不管是合約談判，還是因為歌曲「正確的大街」這首歌之前遭受到強烈的批評等，讓椎名林檎深感不滿，同時對自我產生疑惑[24]。
7. 罪與罰（日語：罪と罰）
椎名林檎的第六張單曲，與《石膏》同時間發售，為椎名林檎因病在家休養的其間所創作的作品[25]。當時椎名林檎還利用手機傳送樣本唱片給歌手淺井健一，淺井健一聽完後還大讚這首歌真是太酷了[25]。而在與淺井健一一同進錄音室時，雖然椎名林檎十分地緊張，但他總是會給椎名林檎鼓勵，讓椎名林檎覺得淺井健一真是溫柔的男人[25]。至於在單曲封面和音樂錄影帶中出現的轎車是椎名林檎報廢的二手車「希特勒」[27][28]。
8. 禁欲　
椎名林檎表示這首歌曲是整張專輯中個人最喜歡的歌曲[24]。同時也是椎名林檎創作的歌曲中最短的歌曲[注 2]。椎名林檎進一步的表示因為整張專輯聽到這邊也恰好超過一半時間，因此將這首歌曲放在這裡讓聽者有時間可以喘口氣[24]。而這首歌也運用了非常多混音的技巧，像是「啊」的聲音就是將歌聲、講話等聲音混合，這樣的技巧也曾運用在歌曲「積木遊戲」中[24]。另外，歌詞是取材至歌曲「罪與罰」從「好好呼喚我的名字」到前幾句的「請別愛上不穩的悲鳴」[24]。到目前為止只有在一夜限定的《座禪高潮》演唱會中有表演過。
9. 哮月喪家犬（日語：月に負け犬）
本首歌曲是椎名林檎18歲時的創作[24]。前述椎名林檎與唱片公司合約談判之時，有唱片公司的員工說：「虛張聲勢的人最後的結局一定是不好的。」而在那時椎名林檎根本不敢反擊，對此她只好用歌狂喊出「如果不反擊的話充其量也只是喪家犬罷了」[24]。
10. 小魚　
椎名林檎表示龜田誠治彈奏的電貝斯曲調很厲害[24]。歌詞則為椎名林檎國中時代所寫下的，主要是寫「當想到一絲不苟時，就會想到男人」，不過三個月之後椎名林檎就對這樣的想法改觀[24]。到目前為止只有在一夜限定的《座禪高潮》演唱會中有表演過。
11. 公共的病床（日語：病床パブリック）
本首歌曲是椎名林檎因病在家休養的其間的創作，跟歌曲「罪與罰」同時期創作的作品[24]。歌詞中「駛過飛快的積架跑車」是取自於淺井建一的愛車。因為椎名林檎在打點滴時，看到積架跑車都會有「淺井建一可能在駕駛那台車」的想法出現[24]。
12. 本能
椎名林檎的第四張單曲，也是椎名林檎到目前為止賣最好的單曲。在歌曲「本能」的音樂錄影帶中，椎名林檎身穿護士服用腳踢碎玻璃的動作是遵照其本能，也有將其除盡的意思[29]。而護士服的裝扮也曾在日本造成一股護士旋風[29]。不過，椎名林檎表示其實踢碎玻璃和穿護士服都沒有什麼特別的含意[29]。單曲《本能》毫無疑問的是椎名林檎最暢銷的單曲，總計銷售近百萬張[30]。對此，椎名林檎表示：「對於《本能》能夠賣的那麼好，令她感到不可思議，畢竟一開始並沒有要發行《本能》的意思[31]。」椎名林檎也分析或許是護士服造成了單曲熱銷，因為唱片行的銷售人員都會鼓勵民眾購買音樂視頻專輯《性治療~第一輯~》回家觀看[31]。
13. 依存症（日語：依存症）
椎名林檎表示這首歌曲採用可以讓聽者整個放輕鬆的曲調[24]。同時也是椎名林檎創作的歌曲中最長的歌曲[注 3]。椎名林檎更闡述雖然這張專輯已經完成，且要準備投入下一張的創作，但她還是渴望能有戀愛，渴望有男性依靠的感覺[24]。而歌詞中「黃色車子叫做」，答案是椎名林檎的愛車希特勒[注 4][28][32]。

## 演出人員
| ０１虛言症 ０２浴室 ０３辯解德布希 ０４石膏 ０５暗夜中的雨 ０６自我 ０７罪與罰 | ０８禁欲 ０９哮月喪家犬 １０小魚 １１公共的病床 １２本能 １３依存症 |

## 翻唱歌曲
- 「石膏」 - 瑪莉·笛比 - 收錄於專輯『Second Home』（2009年）
- 「石膏」 - JUJU - 收錄於專輯『JUJU的點歌本』（2010年）
- 「石膏」 - Ms.OOJA - 收錄於單曲『石膏/仰望星空』（2012年）、專輯『WOMAN -Love Song Covers-』（2012年）
- 「本能」 - UNCHAIN（日语：UNCHAIN） - 收錄於專輯『Love & Groove Delivery Vol.3』（2015年）

## 黑膠唱片
《勝訴的新宿舞孃 紀念黑膠唱片》是日本音樂家椎名林檎出道10周年紀念作品第三彈，與套裝合輯《MoRA》和《無限償還》黑膠唱片版本一同於2008年11月25日發行。台灣則於11月28日發行進口盤。此張黑膠唱片僅賣出944張，為「完全限定生產版」。

### 收錄曲目
歌曲方面，主要是收錄專輯《勝訴的新宿舞孃》的曲目。
| Side A | Side A     | Side A   | Side A |
| 曲序   | 曲目       | 词曲     | 时长   |
| ------ | ---------- | -------- | ------ |
| 1.     | 虛言症     | 椎名林檎 | 5:26   |
| 2.     | 浴室       | 椎名林檎 | 4:15   |
| 3.     | 辯解德布希 | 椎名林檎 | 3:16   |

| Side B | Side B     | Side B   | Side B |
| 曲序   | 曲目       | 词曲     | 时长   |
| ------ | ---------- | -------- | ------ |
| 4.     | 石膏       | 椎名林檎 | 5:38   |
| 5.     | 暗夜中的雨 | 椎名林檎 | 5:03   |
| 6.     | 自我       | 椎名林檎 | 3:05   |

| Side C | Side C     | Side C   | Side C |
| 曲序   | 曲目       | 词曲     | 时长   |
| ------ | ---------- | -------- | ------ |
| 7.     | 罪與罰     | 椎名林檎 | 5:32   |
| 8.     | 禁慾       | 椎名林檎 | 1:46   |
| 9.     | 哮月喪家犬 | 椎名林檎 | 4:14   |
| 10.    | 小魚       | 椎名林檎 | 3:43   |

| Side D   | Side D     | Side D   | Side D |
| 曲序     | 曲目       | 词曲     | 时长   |
| -------- | ---------- | -------- | ------ |
| 11.      | 公共的病床 | 椎名林檎 | 3:16   |
| 12.      | 本能       | 椎名林檎 | 4:14   |
| 13.      | 依存症     | 椎名林檎 | 6:23   |
| 总时长： | 总时长：   | 总时长： | 55:55  |

全作詞・作曲：椎名林檎　編曲：龜田誠治、椎名林檎

## 銷售排行

### Oricon 銷售榜(日本)
《勝訴的新宿舞孃》於03月31日發行專輯。發行首週，在日本公信榜Oricon的專輯榜2000年4月第2週付的榜單中以904,380張銷售量居單週冠軍。而且因為發行日期為03月31日星期五與日本習慣的星期三發行日不同，此張還能奪下單週冠軍，著實不易。接著連續兩週分別以銷售量724,060張、189,710張奪冠，並突破百萬大關。之後更盤據前十名長達7週，並在發行的一個月後的04月28日正式突破兩百萬。總計在日本公信榜Oricon的專輯榜上榜30週，累積銷售達233.2萬張，為目前椎名林檎最熱賣的專輯。同時2000年年銷售榜中，《勝訴的新宿舞孃》以231.6萬張銷售量居全年第三名。而全年度歌手總銷售金額排行榜中，則以122.0億日圓居全年第三位。
| 名稱                         | Oricon銷售榜 | 初登場 | 初登場    | 最高  | 最高      | 總銷售量  | 累積上榜次數 |
| 名稱                         | Oricon銷售榜 | 排 行  | 銷售量    | 排 行 | 銷售量    | 總銷售量  | 累積上榜次數 |
| ---------------------------- | ------------ | ------ | --------- | ----- | --------- | --------- | ------------ |
| 2000年3月31日 勝訴的新宿舞孃 | 週銷售排行榜 | #1     | 904,380   | #1    | 904,380   | 2,332,290 | 30週         |
| 2000年3月31日 勝訴的新宿舞孃 | 月銷售排行榜 | #1     | 1,818,150 | #1    | 1,818,150 | 2,332,290 | 30週         |
| 2000年3月31日 勝訴的新宿舞孃 | 年銷售排行榜 | #3     | 2,316,440 | #3    | 2,316,440 | 2,332,290 | 30週         |

| 名稱                                      | Oricon銷售榜 | 初登場 | 初登場 | 最高  | 最高   | 總銷售量 | 累積上榜次數 |
| 名稱                                      | Oricon銷售榜 | 排 行  | 銷售量 | 排 行 | 銷售量 | 總銷售量 | 累積上榜次數 |
| ----------------------------------------- | ------------ | ------ | ------ | ----- | ------ | -------- | ------------ |
| 2008年11月25日 勝訴的新宿舞孃（黑膠唱片） | 週銷售排行榜 | #207   | 944    | #207  | 944    | 944      | 1週          |
| 2008年11月25日 勝訴的新宿舞孃（黑膠唱片） | 年銷售排行榜 | -      | -      | -     | -      | 944      | 1週          |

### 其他銷售榜
| 排行榜名稱                                  | 最高排名 |
| ------------------------------------------- | -------- |
| (日本) J-WAVE：Tokio Hot 100(虛言症) (年榜) | #40      |

### 銷售認證
| 認證單位              | 銷量                   |
| --------------------- | ---------------------- |
| (日本) RIAJ：專輯銷售 | 雙百萬唱片 (2,000,000) |

## 發行歷史
| 國家 | 發行日期       | 發行形式         | 唱片公司                      | 商品編號          |
| ---- | -------------- | ---------------- | ----------------------------- | ----------------- |
| 日本 | 2000年3月31日  | CD               | 東芝EMI／Virgin Music         | TOCT-24321        |
| 台灣 | 2000年4月7日   | CD(進口初回盤)   | 東芝EMI／Virgin Music         | TOCT-24321        |
| 台灣 | 2000年4月7日   | CD(台壓盤)       | 科藝百代                      | 52572328          |
| 日本 | 2008年11月25日 | 黑膠唱片         | EMI Music Japan／Virgin Music | TOJT-24320～24321 |
| 台灣 | 2008年11月28日 | 黑膠唱片(進口盤) | EMI Music Japan／Virgin Music | TOJT-24320～24321 |

## 宣傳行程
| 類型   | 日期            | 名稱       |
| ------ | --------------- | ---------- |
| 演唱會 | 2000/04-2000/06 | 下剋上高潮 |

## 脚注